# بنژامن استامبولی
بنژامن استامبولی (انگلیسی: Benjamin Stambouli؛ زادهٔ ۱۳ اوت ۱۹۹۰) بازیکن فوتبال اهل فرانسه است که در پست هافبک و مدافع بازی می‌کند.
از باشگاه‌هایی که در آن بازی کرده‌است می‌توان به باشگاه فوتبال پاری سن ژرمن، باشگاه فوتبال تاتنهام هاتسپر، باشگاه فوتبال شالکه ۰۴ و باشگاه فوتبال مون‌پلیه اشاره کرد.
وی همچنین در تیم ملی فوتبال زیر ۲۱ سال فرانسه بازی کرده‌است.